# Gil Gelders
Gil Gelders (Asse, 16 december 2002) is een Belgisch wielrenner.

## Carrière
Gelders werd in 2019 tweede op de La Philippe Gilbert achter Emile Brouwers en reed dat jaar de juniorenwedstrijd van het Belgisch kampioenschap niet uit. In 2020 werd hij 76e op het Belgisch kampioenschap voor junioren. In 2021 reed hij een aantal kleinere meerdaagse wedstrijden en werd 91e op het BK voor beloften. In 2022 won hij de vijfde etappe in de Giro d'Italia Giovani U23 en won de Grote Prijs Affligem. Daarnaast waren er nog wat podia in nevenklassementen van kleinere meerdaagse wedstrijden. Hij werd ook tweede in de Grand Prix Criquielion achter de Canadees Pier-André Coté. Hij werd 48e op het EK wielrennen voor beloften op de weg en 25e in de ITT op het Belgisch kampioenschap.
In 2023 maakte hij de overstap naar Soudal - Quick-Step Devo Team en won de Ruota d'Oro, Gent-Wevelgem/Kattekoers-Ieper en een etappe in de Giro Next Gen. Op het WK werd hij 22e op de weg, op het BK tijdrijden vierde en daarnaast nog meerdere top tien wedstrijden in koersen voor beloften en bij de profs waaronder een tweede plaats in Parijs-Roubaix voor beloften. In 2024 tekende hij een contract bij de hoofdmacht van Soudal Quick-Step in de World Tour.

## Erelijst
2022
5e etappe Giro d'Italia Giovani U23
Grote Prijs Affligem
2023
Ruota d'Oro
2e etappe Giro Next Gen
Gent-Wevelgem/Kattekoers-Ieper
2024
Jongerenklassement Ronde van Slowakije

### Resultaten in voornaamste wedstrijden
|      | \| Jaar \| Gent-Wevelgem \| Amstel Gold Race \| Luik-Bast.‑Luik \| Ronde van Lombardije \| Classic Brugge-De Panne \| Eschborn-Frankfurt \| Clásica San Sebastián \| \| ---- \| ------------- \| ---------------- \| --------------- \| -------------------- \| ----------------------- \| ------------------ \| --------------------- \| \| 2024 \| 52e \| 65e \| 69e \| opgave \| 119e \| opgave \| opgave \| \| 2025 \| \| \| opgave \| \| \| 43e \| 92e \| |                  |                 |                      |                         |                    |                       |
| Jaar | Gent-Wevelgem | Amstel Gold Race | Luik-Bast.‑Luik | Ronde van Lombardije | Classic Brugge-De Panne | Eschborn-Frankfurt | Clásica San Sebastián |
| 2024 | 52e | 65e              | 69e             | opgave               | 119e                    | opgave             | opgave                |
| 2025 | |                  | opgave          |                      |                         | 43e                | 92e                   |

### Resultaten in kleinere rondes
| Jaar | Tour Down Under | Ronde van het Baskenland | Ronde van Zwitserland |
| ---- | --------------- | ------------------------ | --------------------- |
| 2024 | 76e             | opgave                   | 91e                   |

## Ploegen
- 2021 –  Bingoal WB Development Team
- 2022 –  Bingoal Pauwels Sauces WB Development Team
- 2023 –  Soudal - Quick-Step Devo Team
- 2024 –  Soudal-Quick Step
- 2025 –  Soudal Quick-Step

Alaphilippe · Asgreen · Bastiaens · Cattaneo · Černý · Evenepoel      · Gelders · Hirt · Huby · Knox · Lampaert · Lamperti · Landa · Lecerf · Magnier · Masnada · Merlier · Moscon · Pedersen · Reinderink · Serry · Svrček · Van Lerberghe · Van Wilder · Vangheluwe · Vansevenant · Vervaeke · Warlop